# Moulins-sur-Céphons
Moulins-sur-Céphons ist eine französische Gemeinde mit 277 Einwohnern (Stand: 1. Januar 2022) im Département Indre in der Region Centre-Val de Loire. Moulins-sur-Céphons gehört zum Arrondissement Châteauroux und zum Kanton Levroux. Die Einwohner werden Moulinois und Moulinoises genannt.

## Geographie
Moulins-sur-Céphons liegt etwa 23 Kilometer nordnordwestlich von Châteauroux am Ufer des Flüsschens Céphons. Nachbargemeinden sind:Baudres im Norden, Bouges-le-Château im Nordosten, Levroux im Süden, Westen und Osten (mit Saint-Martin-de-Lamps) sowie Gehée im Westen und Nordwesten.

## Bevölkerungsentwicklung
| Jahr                       | 1962 | 1968 | 1975 | 1982 | 1990 | 1999 | 2006 | 2017 |
| Einwohner                  | 575  | 493  | 434  | 401  | 356  | 320  | 335  | 293  |
| Quellen: Cassini und INSEE |      |      |      |      |      |      |      |      |

## Sehenswürdigkeiten

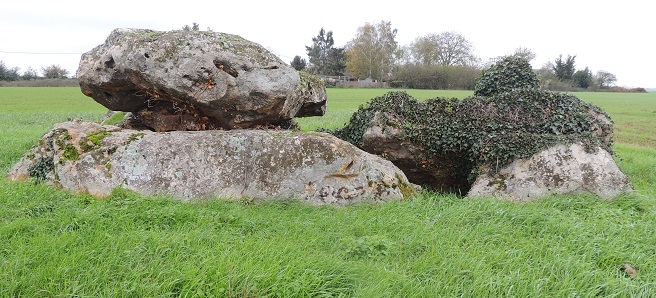
Dolmen La Pierre

- Dolmen und Cromlech La Pierre, seit 1900 als Monument historique klassifiziert
- Kirche Saint-Pierre aus dem 12. und 14. Jahrhundert, seit 1927 als Monument historique eingeschrieben
- Überreste eines prähistorischen Lagers im Weiler Les Chateliers, seit 1982 als Monument historique eingeschrieben
- Mittelalterliche Motte, seit 1978 als Monument historique klassifiziert

## Persönlichkeiten
- Eugène Flaman (1842–1935), Eisenbahningenieur, geboren in Moulins-sur-Céphons